# Lorenzaccio (bande dessinée)
Ne doit pas être confondu avec Lorenzaccio.
Lorenzaccio est une bande dessinée réalisée par Régis Penet (scénario, dessins et couleurs), publiée pour la première fois en 2011 et éditée par 12bis. C'est l'adaptation de l'œuvre du même nom d'Alfred de Musset.

## Synopsis
L'action se passe à Florence en janvier 1537. Lorenzaccio de Médicis, âgé de dix-neuf ans, est un jeune homme admirateur des héros de l'Antiquité qui se voue à la restauration de la République. Mais son cousin, le duc Alexandre de Médicis, règne sur Florence en tyran avec l'appui du Saint-Empire et du pape ; le cardinal Cibo est son plus grand soutien. Lorenzo devient le fidèle serviteur du duc, son familier ainsi que son compagnon de débauche. Afin de pouvoir libérer Florence de ce tyran, il projette de le tuer et souligne ainsi la passivité et la lâcheté des grandes familles républicaines face à leur devoir. Les républicains ne réussiront d'ailleurs pas à prendre le pouvoir et instaurer une république après la mort du Duc.

## Personnages
D'après Planète BD :
- Lorenzaccio ou Lorenzo, également surnommé Renzo : il est le personnage principal de la bande dessinée et le cousin éloigné du Duc de Médicis.
- Alexandre de Médicis : le Duc de Médicis, il règne en maître et en tyran sur la ville de Florence.
- Catherine : c'est la sœur de Lorenzaccio. Elle est courtisée par Alexandre.
- Philippe Strozzi : il est le patriarche de la famille Strozzi.
- Louise Strozzi : fille de Philippe Strozzi, elle est poursuivie avec ardeur par Julien Salviati.
- Pierre Strozzi : frère de Louise et fils de Philippe, de la famille Strozzi. Se consacre à la vengeance de sa sœur, assassinée mystérieusement.
- Julien Salviati : ami proche du Duc Alexandre et éperdument amoureux de Louise Strozzi, la sœur de Pierre.
- Cibo, le cardinal : personnage obscur qui incarne le pouvoir de l'Église.

## Réception par la presse
Globalement, la BD Lorenzaccio a reçu beaucoup de critiques positives. D'après le site BD Gest spécialisé dans les bandes dessinées, l'adaptation de Régis Penet est une réussite ; d'ailleurs, au festival de Chambéry en 2012, Regis Penet a reçu "l'Eléphant d'or" du meilleur dessin. "L'action est prenante et les caractères se dévoilent. C'est une véritable force qui émane des personnages, notamment Lorenzo qui est tellement dans son rôle qu'on en vient à le détester, à se sentir mal à l'aise en sa présence."

## Distinctions
La bande-dessinée a reçu l'Eléphant d'or du dessin au festival de la BD de Chambéry, en 2012.